# Radeč
Radeč är en bergskedja i Tjeckien.   Den ligger i regionen Plzeň, i den västra delen av landet, 60 km sydväst om huvudstaden Prag.
Radeč sträcker sig 16,8 km i öst-västlig riktning. Den högsta toppen är Brno, 718 meter över havet.
Topografiskt ingår följande toppar i Radeč:
- Brno
- Chlum